# ルーベンシュタインリベンジ

ルーベンシュタインリベンジのイメージ

ルーベンシュタインリベンジ（英語: Rubenstein's Revenge）は、ジャグリングの技の一つ。
種類はミルズメス系統の技で右手と左手の交差と回転がほかの技より多いため3ボール系ではかなり上級の技である。